# 通天连
通天连（学名：Tylophora koi）为夹竹桃科娃儿藤属的植物。分布在越南以及中国大陆的广西、广东、云南、湖南等地，生长于海拔1,000米的地区，见于山谷潮湿密林中、灌木丛中或树上，目前尚未由人工引种栽培。